# Djed Spence
Diop Tehuti Djed-Hotep Spence (Londres, Inglaterra, 9 de agosto de 2000) es un futbolista británico que juega de defensa en el Tottenham Hotspur F. C. de la Premier League.

## Vida personal
Es el hermano menor de la actriz Karla-Simone Spence. Es de ascendencia keniana y jamaicana.

## Trayectoria

### Middlesbrough F. C.
Fichado por el Middlesbrough F. C. el 1 de julio de 2018, habiendo estado previamente en la academia del Fulham. Debutó en la Copa de la Liga el 14 de agosto, apareciendo como suplente frente al Notts County F. C. en el Estadio de Riverside. Debutó en liga en la victoria por 1-0 ante el Charlton Athletic el 7 de diciembre de 2019, y marcó su primer gol en liga en la victoria por 1-0 ante el Huddersfield Town el 26 de ese mismo mes.
El 11 de enero de 2020 ganó el premio al Jugador Joven del Mes de la EFL, tras su debut en la liga, su primer gol y sus tres partidos sin goles.

#### Nottingham Forest (préstamo)
El 1 de septiembre de 2021 se anunció que se uniría al Nottingham Forest F. C. en calidad de cedido por el resto de la temporada. Marcó su primer gol con el Forest en la victoria por 3-0 contra el Birmingham City F. C. el 2 de octubre. Impresionó en las victorias de la FA Cup frente a los clubes de la Premier League, el Arsenal F. C. y el Leicester City F. C., marcando el cuarto en la victoria por 4-1 sobre este último, que le relacionaron con un traspaso a algunos de los clubes más importantes del mundo, como el Arsenal, el Manchester United F. C., el Tottenham Hotspur F. C. y el Bayern de Múnich. Fue galardonado con el premio al Jugador del mes de la EFL Championship de marzo de 2022 además de ser nominado para el premio al Gol del Mes tras su gol de larga distancia contra el Queens Park Rangers F. C. que finalmente se le concedió. Tras haber sido nominado también al premio al mejor jugador joven de la temporada en la Championship, consiguió un triplete de premios en marzo de 2022 al ganar el premio al mejor jugador joven del mes en la EFL por segunda vez en su carrera. A final de temporada lograron el ascenso a la Premier League.
El 19 de julio de 2022 se anunció su fichaje por el Tottenham Hotspur F. C. hasta 2027. En sus primeros meses en el equipo disputó seis partidos y terminó la temporada cedido en el Stade Rennais F. C. La siguiente volvió a ser prestado, siendo el Leeds United F. C. su destino. Esta segunda cesión fue cancelada a inicios de 2024, después de haber participado en siete encuentros, y se marchó al Genoa C. F. C. hasta el final de la campaña.

## Selección nacional
En marzo de 2022 obtuvo una primera convocatoria internacional con la selección de Inglaterra sub-21 para los próximos partidos de clasificación para la Eurocopa Sub-21 de 2023 contra Andorra y Albania. Debutó como suplente durante la victoria por 3-0 en el campo de este último el día 29.

## Estadísticas

### Clubes
Actualizado al último partido disputado el 6 de octubre de 2024.
| Club                               | Div.          | Temporada     | Liga  | Liga  | Copas nacionales | Copas nacionales | Copas internacionales | Copas internacionales | Total | Total |
| Club                               | Div.          | Temporada     | Part. | Goles | Part.            | Goles            | Part.                 | Goles                 | Part. | Goles |
| ---------------------------------- | ------------- | ------------- | ----- | ----- | ---------------- | ---------------- | --------------------- | --------------------- | ----- | ----- |
| Middlesbrough F. C. Inglaterra     | 2.ª           | 2018-19       | 0     | 0     | 2                | 0                | ―                     | ―                     | 2     | 0     |
| Middlesbrough F. C. Inglaterra     | 2.ª           | 2019-20       | 22    | 1     | 2                | 0                | ―                     | ―                     | 24    | 1     |
| Middlesbrough F. C. Inglaterra     | 2.ª           | 2020-21       | 38    | 1     | 2                | 0                | ―                     | ―                     | 40    | 1     |
| Middlesbrough F. C. Inglaterra     | 2.ª           | 2021-22       | 3     | 0     | 1                | 0                | ―                     | ―                     | 4     | 0     |
| Middlesbrough F. C. Inglaterra     | Total club    | Total club    | 63    | 2     | 7                | 0                | 0                     | 0                     | 70    | 2     |
| Nottingham Forest F. C. Inglaterra | 2.ª           | 2021-22       | 42    | 2     | 4                | 1                | ―                     | ―                     | 46    | 3     |
| Nottingham Forest F. C. Inglaterra | Total club    | Total club    | 42    | 2     | 4                | 1                | 0                     | 0                     | 46    | 3     |
| Tottenham Hotspur F. C. Inglaterra | 1.ª           | 2022-23       | 4     | 0     | 2                | 0                | 0                     | 0                     | 6     | 0     |
| Stade Rennes F. C. Francia         | 1.ª           | 2022-23       | 8     | 0     | 0                | 0                | 2                     | 0                     | 10    | 0     |
| Stade Rennes F. C. Francia         | Total club    | Total club    | 8     | 0     | 0                | 0                | 2                     | 0                     | 10    | 0     |
| Leeds United F. C. Inglaterra      | 2.ª           | 2023-24       | 7     | 0     | ―                | ―                | ―                     | ―                     | 7     | 0     |
| Leeds United F. C. Inglaterra      | Total club    | Total club    | 7     | 0     | 0                | 0                | 0                     | 0                     | 7     | 0     |
| Genoa C. F. C. · Italia            | 1.ª           | 2023-24       | 16    | 0     | —                | —                | —                     | —                     | 16    | 0     |
| Genoa C. F. C. · Italia            | Total club    | Total club    | 16    | 0     | 0                | 0                | 0                     | 0                     | 16    | 0     |
| Tottenham Hotspur F. C. Inglaterra | 1.ª           | 2024-25       | 3     | 0     | 1                | 1                | 0                     | 0                     | 4     | 1     |
| Tottenham Hotspur F. C. Inglaterra | Total club    | Total club    | 7     | 0     | 3                | 1                | 0                     | 0                     | 10    | 1     |
| Total carrera                      | Total carrera | Total carrera | 143   | 4     | 14               | 2                | 2                     | 0                     | 159   | 6     |

## Palmarés

### Títulos internacionales
| Título                 | Equipo                  | Sede   | Año  |
| ---------------------- | ----------------------- | ------ | ---- |
| Liga Europa de la UEFA | Tottenham Hotspur F. C. | Bilbao | 2025 |